# 삼광
삼광은 한국의 쌀 품종이다. 2018년 기준 대한민국에서 신동진에 이어 두 번째로 널리 재배된 쌀이다. 농촌진흥청이 육종한 최고품질 쌀의 일종으로, 고품, 호품 등과 함께 밥맛이 좋은 쌀로 여겨진다.